# Sarcophaga kadeisi
Sarcophaga kadeisi är en tvåvingeart som beskrevs av Salem 1938. Sarcophaga kadeisi ingår i släktet Sarcophaga och familjen köttflugor.
Artens utbredningsområde är Egypten. Inga underarter finns listade i Catalogue of Life.